# Denierella brunneo-opaca
Denierella brunneo-opaca là một loài bọ cánh cứng trong họ Meloidae. Loài này được Kaszab miêu tả khoa học năm 1952.